# Vladislav Soukup
Vladislav Soukup (8. února 1913 Obořiště – 15. března 1943 Mnichov) byl československý voják a příslušník výsadku Iridium.

## Mládí
Narodil se 8. února 1913 v Obořišti v okrese Příbram. Otec František byl kočí, matka Anna, rozená Hrbková byla v domácnosti. Měl pět sourozenců.
Absolvoval obecnou školu a dva roky měšťanky v Dobříši. Vyučil se jako zedník, po vyučení pracoval na stavbách jako fasádník. V rámci základní vojenské služby, kterou vykonal od 1. října 1934 do 16. října 1936 u 38. pěšího pluku v Berouně absolvoval poddůstojnickou školu. Do zálohy byl propuštěn v hodnosti desátníka. Od 9. dubna 1937 byl na vlastní žádost přijat do další činné služby. Službu vykonával v Berouně a na Kladně. Definitivně byl propuštěn 30. března 1939 v hodnosti četaře.

## V exilu
Protektorát opustil 8. června 1939 směrem do Polska. Po prezentaci v Krakově podepsal závazek do Cizinecké legie a byl převezen do Francie a odtud do posádky Saida. Po vypuknutí války byl 26. září v Agde prezentován do československé zahraniční armády a zařazen do 2. pěšího pluku, se kterým se zúčastnil bojů o Francii. Po pádu Francie byl, již v hodnosti četaře evakuován do Anglie.
13. července 1940 dorazil do Anglie. Byl zařazen k 2. pěšímu praporu. Na jaře 1942 byl zařazen do výcviku pro plnění zvláštních úkolů. Již v hodnosti rotmistra absolvoval od 2. srpna do konce roku 1942 parakurz, kurzy střelby a základů sabotáže a dále potom zvláštní zpravodajský kurz a kurzy v šifrování a mikrofotografii.

## Nasazení
Letadlo s výsadkem Iridium odstartovalo 14. března 1943 spolu s letadlem přepravující výsadek Bronse Nedaleko Mnichova bylo zasaženo německou protileteckou obranou. Soukup následně zahynul v troskách letounu. Pohřben byl v Perlacherském lese u Mnichova (Friedhof am Perlacher Forst).

## Po válce
1. prosince 1945 byl in memoriam povýšen do hodnosti poručíka pěchoty v záloze.

Česká republika několik let jednala s bavorskou stranou o přemístění ostatků. V dubnu 2025 ředitel odboru pro válečné veterány a válečné hroby ministerstva obrany Robert Speychal oznámil, že v nejbližší době dojde k jejich převozu do ČR.

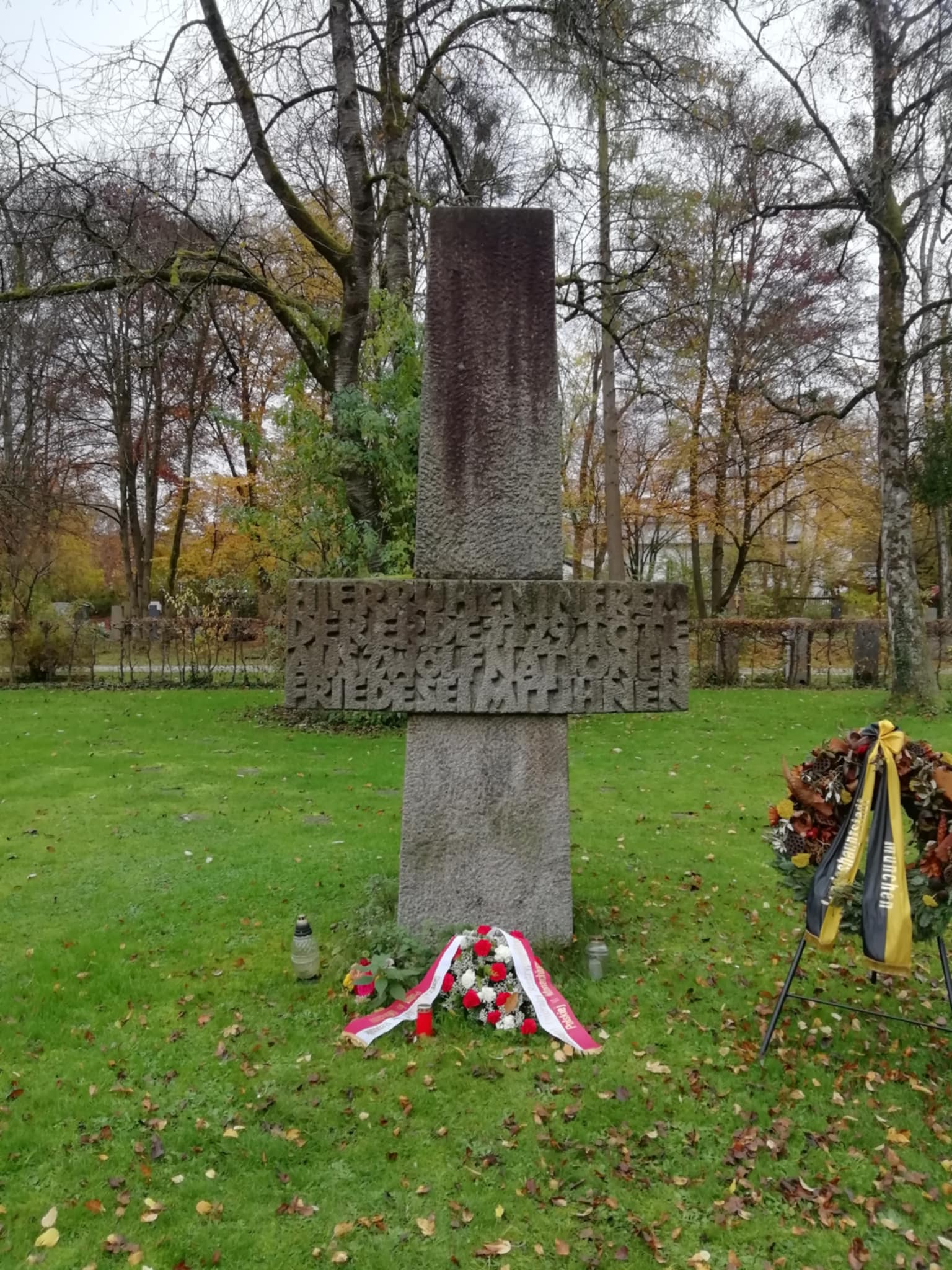
Hřbitov Perlacher Forst, Mnichov
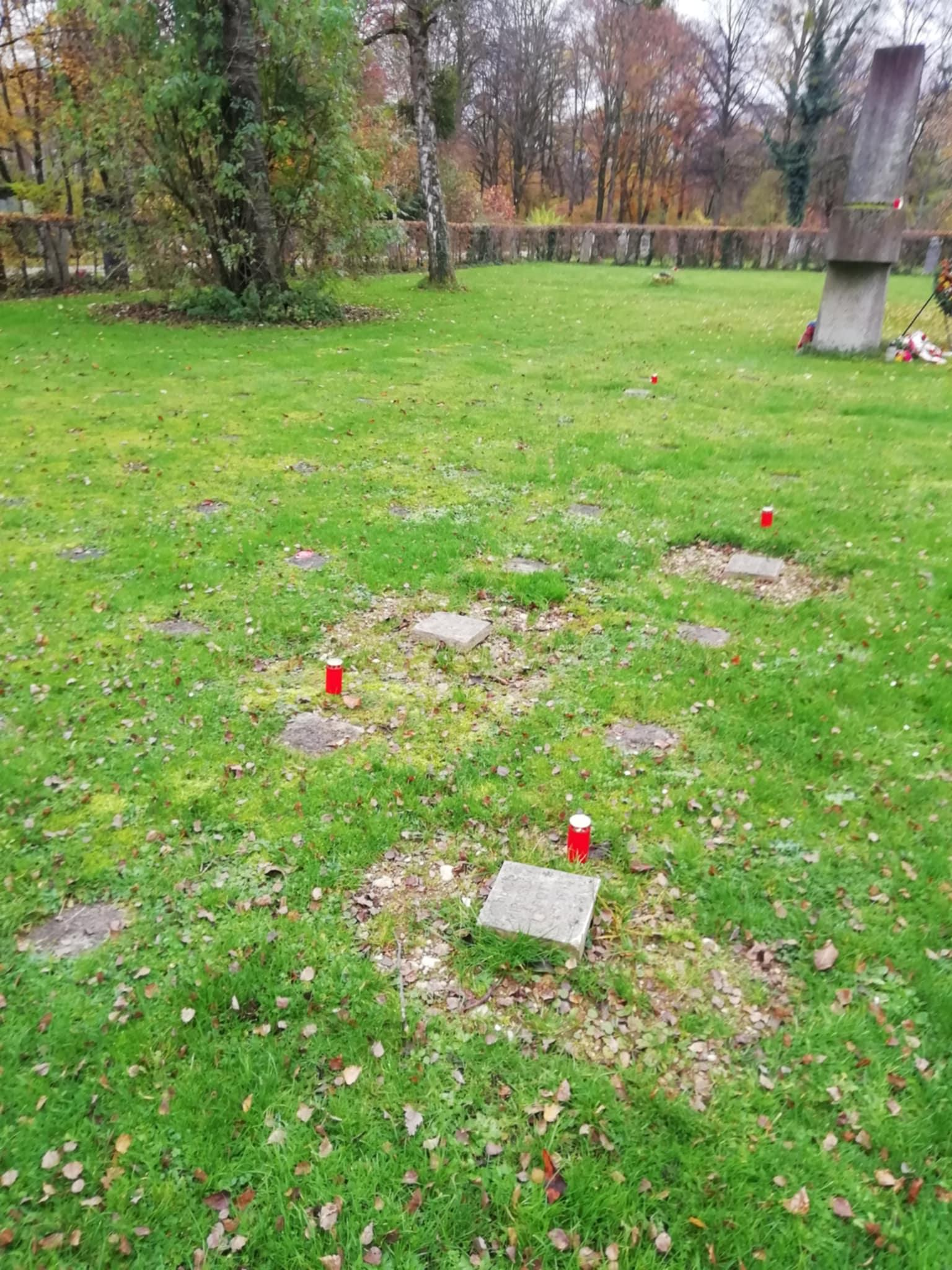
Hroby výsadků Iridium a Bronze, hřbitov Perlacher Forst, Mnichov
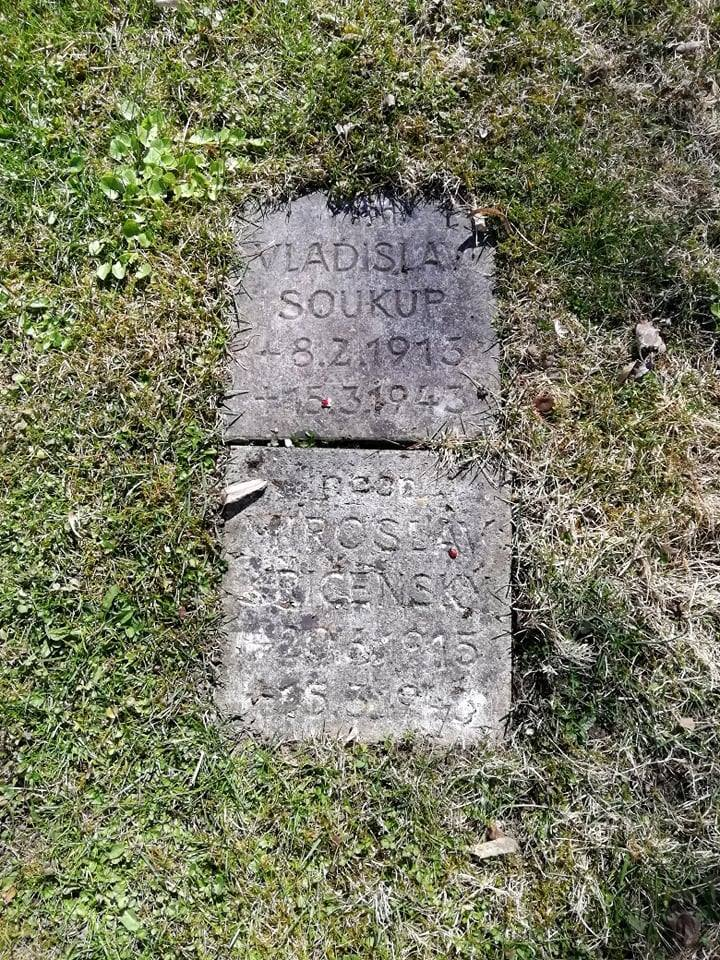
Hroby Vladislava Soukupa a Miroslava Křičenského na hřbitově Perlacher Forst

## Vyznamenání
- 1944 –  Pamětní medaile československé armády v zahraničí se štítky Francie a Velká Británie
- 1945 –  Československý válečný kříž 1939